# Hôtel Dugrou
L'hôtel Dugrou est un hôtel particulier situé au n° 25 de la rue Roux-Alphéran à Aix-en-Provence.

## Construction et historique
Les d'Albert l'habitèrent, ainsi que leurs fils Esprit, Hyacinthe et Antoine Bernard, jusqu'en 1809.
L'hôtel abrite à présent une copropriété privée et n'est pas ouvert au public.

## Architecture
La façade de l'hôtel est sobre et d'époque. 
La particularité de la porte d'entrée est de comporter une urne sculptée de style antique dans sa partie supérieure, elle aussi d'époque XVIIe siècle.

## En savoir plus